# Cnemaspis rajgadensis
Cnemaspis rajgadensis — вид ящірок з родини геконових (Gekkonidae). Описаний у 2021 році.

## Поширення
Ендемік Індії. Виявлений на руїнах фортеці Раджгад в окрузі Пуна у штаті Магараштра на південному заході країни.